# Manama (Émirats arabes unis)
Pour les articles homonymes, voir Manama (homonymie).
Manama (en arabe المنامة) est une oasis de l'émirat d'Ajman au nord des Émirats arabes unis. Située à soixante kilomètres à l'est de la ville d'Ajman, la capitale de l'émirat, elle est enclavée entre les émirats de Fujaïrah et Charjah. Elle fut le siège des Trucial Scouts, formation militaire ancêtre des forces armées émiriennes.

## Géographie
La ville se trouve dans une oasis en bordure du désert du Rub al-Khali et contre des montagnes ce qui permet l'existence d'une agriculture vivrière. La production de briques pour la construction et des gisements de magnésium et de cuivre constituent d'autres ressources de l'enclave.

## Transports
Manama accueille également l'aéroport international d'Ajman, principale infrastructure aéroportuaire de l'émirat, dont le nom se rapporte plus à celui de l'émirat lui-même qu'à sa capitale. En effet, elle est beaucoup plus proche de la mer d'Arabie, distant seulement de près de 40 km, que la ville d'Ajman (située sur le golfe Persique) qui est alors plus facilement desservie par les aéroports des émirats voisins. C'est un cas extrême des Émirats arabes unis.

## Philatélie

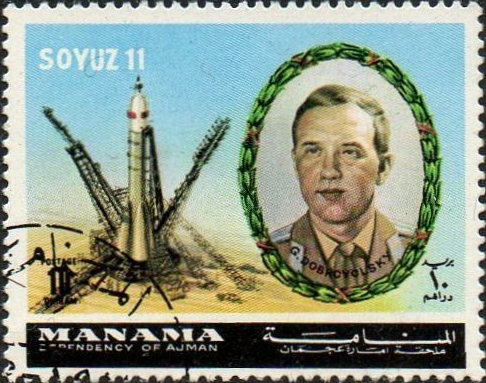
Timbre du Manama de 1972.

L'enclave n'est pratiquement connue que des philatélistes. En effet, Manama a commencé à émettre des timbres le 5 juillet 1966 avec pour légende Manama dependency of Ajman. Le 2 décembre 1971, Ajman adhère aux Émirats arabes unis dont l'autonomie postale fédérale prend effet à partir du 1er août 1972. Mais il semble que les timbres de Manama aient continué à circuler sur du courrier jusqu'en avril 1973. Les thèmes abordés sont les présidents des États-Unis, les Jeux olympiques, le scoutisme, les transports, les tableaux des grands peintres,…

## Sources
(août 2013).
- Jacques Delafosse, Dictionnaire des émissions philatéliques, éd. Timbropresse, 2004.
- (en) Émissions philatéliques à Manama
- (en + ar) Présentation d'Ajman et de ses enclaves